# В'язове (зупинний пункт)
В'я́зове — пасажирський залізничний зупинний пункт Конотопської дирекції Південно-Західної залізниці на лінії Ворожба — Конотоп.
Розташований у селі В'язове Конотопського району Сумської області між станціями Путійська (13 км) та Дубов'язівка (2 км).
Лінія, на якій розташовано зупинний пункт, відкрита 1868 року як складова залізниці Київ-Пасажирський — Курськ. Зупинний пункт виник 1974 року.
На платформі зупиняються приміські електропоїзди.